# Asesinato de Nair Mostafá
Nair Mostafá (17 de abril de 1980 - 31 de diciembre de 1989) fue una niña de 9 años violada y asesinada el 31 de diciembre de 1989 en Tres Arroyos, provincia de Buenos Aires, Argentina.

## La víctima
Nair Mostafá era una niña rubia y de ojos celestes, hija de Lilian Fuentes.
Estaba en Tres Arroyos desde el 27 de diciembre de 1989, cuando había vuelto de unas vacaciones junto a una tía en la ciudad balnearia de Villa Gesell.
Era una amante de la natación. Se dirigía unos minutos antes de las 15:00 a la pileta del Club de su localidad cuando desapareció misteriosamente, sin dejar rastro alguno, en instancias previas a fin del año 1989.

## Resumen de los hechos
Nair Mostafá, quien tenía 9 años, desapareció mientras se dirigía desde su casa a la pileta del club Huracán de Tres Arroyos, provincia de Buenos Aires, la última tarde de 1989 y no volvió a su casa. Su familia hizo la denuncia enseguida, pero la Policía local recién comenzó la búsqueda después de los festejos de Año Nuevo.
El cuerpo de la niña fue encontrado ultrajado, semidesnudo en los primeros minutos del 1 de enero de 1990 en terrenos del ferrocarril, justo al lado de las vías abandonadas. Su cadáver apareció en las vías del ferrocarril, en un lugar tupido de vegetación, entre las calles Brandsen y Falucho, boca arriba, con la ropa desgarrada y con signos de mordiscos. Se le debió realizar tres autopsias. En una de ellas se halló cocaína en el cuerpo, lo que dio lugar a la intervención de la justicia federal. Su muerte fue catalogada como asfixia obstructiva por objeto opresivo, ya que fue estrangulada con el cordón de su mochila.
Hubo entonces una nutrida y airada manifestación popular en Tres Arroyos, durante la cual incendiaron varios vehículos policiales en el frente de la comisaría. Culminando con 16 autos incendiados, 20 personas heridas, 16 policías relevados y una toma en el edificio de la Municipalidad.
El entonces gobernador bonaerense Antonio Cafiero acudió a la ciudad para calmar la indignación, prometiendo una rápida y profunda investigación del crimen.
La prueba fundamental del juicio era la malla de la nena. Tenía manchas de semen y debía estar bajo estricta custodia. Pero se perdió.

## Conclusiones de las autopsias
- Primera conclusión: En el cadáver había huevos de mosca. Se establece que las moscas ponen huevos solo a la luz del día, y no entre las 20 y las 22 como se especuló el momento en el que se halló el cadáver, y esto lo confirmamos con una especialista del Museo de Ciencias Naturales. La nena fue asesinada entre las 14.45 y las 16.30.

- Segunda conclusión de la investigación: En el momento de hallar a la niña, a la 1.30 de la madrugada del 1 de enero de 1990, la rigidez cadavérica era completa, lo que indicaba que la muerte databa de 10 horas. El enfriamiento del cadáver era total, lo que indica que habían pasado más horas de la muerte. Un bombero tapó el cuerpo y notó que estaba helado.

- Tercera conclusión: surgió del análisis de alimentos que aparecieron en el estómago de la niña: El cadáver fue sometido a tres autopsias. En la segunda se encontró carne picada en el estómago de la niña. La madre declaró que antes de ir a la pileta Nair había comido pastel de papa, lo que indica que no llegó a digerirlo, y que la muerte ocurrió al menos dos horas después de esa comida.

- La cuarta conclusión: Declara que no hubo secuestro. Ella fue violada y estrangulada en el lugar donde apareció. Esto se estableció por marcas que Nair presentaba en la espalda y en la malla que tenía puesta. Hay contacto con el pasto y con las enredaderas donde apareció, y nada indica que la hayan arrojado muerta en el lugar.[3]

## Listas de sospechosos
Luego de abierta la causa hubo una detención tras otra: 12 sospechosos en 12 días. Algunos cayeron porque dos hermanos de 8 y 10 años ayudaron a hacer el identikit de un hombre al que habían visto donde apareció el cuerpo. Todos quedaron libres. Tiempo después, entre lágrimas, el padre de los chicos contó que sus hijos habían mentido.
- Jorge Meglia: Un mecánico dental de Lanús que estaba preso por la violación de dos nenas y solía viajar a Tres Arroyos. Fue excarcelado por falta de pruebas.
- Un vecino que vivía a metros del lugar donde apareció el cuerpo.
- Fernando Bayúgar Aizpurúa, en 1998 declaró en una comisaría haber asesinado a la niña. Fue liberado por padecer esquizofrenia paranoide.
- Jacobo Pastuchik, el padrastro de la nena fue otro de los acusados, pero al no encontrar evidencias fehacientes fue sobreseído.
- Santiago Dalinier, un hombre que se decía tenía las llaves de la Escuela Nro. 16 donde se había especulado que fue llevada Nair antes de aparecer entre los pajonales.[4]

## Condenas e impunidad
Por declaraciones incorporadas al expediente, un barrendero municipal identificado como Carmelo Piacquadío fue señalado como la última persona que estuvo con la niña la tarde anterior al crimen, y entonces, lo detuvieron y acusaron del homicidio. Piacquadío, que padecía de oligofrenia, se autodeclaró el responsable del crimen.
Pasaron dieciocho meses en el penal de Melchor Romero, pero la Suprema Corte provincial anuló la declaración en la que se autoimputó el crimen. Los exámenes psíquicos demostraron que tenía un grado de oligofrenia mayor. Si había hecho algo, no podía comprenderlo. Entonces lo excarcelaron.
Sin embargo, en febrero de 2002, el juez correccional José Luis Ares, que intervino por resolución de la Cámara de Apelación y Garantías en lo Penal local, decidió sobreseer total y 
definitivamente las actuaciones a favor del imputado, por haberse extinguido la acción penal por prescripción. 
Luego de analizar la doctrina y la jurisprudencia, el juez Ares resaltó que Piacquadío reviste el carácter de imputado en la presente causa, aún luego de la sentencia anulatoria de la Suprema Corte de justicia de la provincia de Buenos Aires. El juez de la causa supo decir al respecto, 

"Técnicamente, no es procesado ni acusado pero sí imputado y, por esta razón, se ha admitido que lo siga asistiendo un defensor particular. Creo conveniente decir que un demente puede ser autor de un hecho delictivo, aunque en nuestro sistema jurídico, obviamente, no será penalmente responsable y no podrá aplicársele una pena, aunque sí, en su caso, una medida precautoria", aseguró entonces el magistrado al explicar su resolución."

En total hubo diez detenidos, pero ninguno fue acusado. Al haber pasado más de 15 años del crimen, la causa prescribió, sin ningún culpable.
El 2 de febrero de 1991, el periodista Evaristo Alonso, el dueño de la radio que le permitió hablar a la mamá de Nair aquella fatal noche, murió al volcar su auto  cuando viajaba hacia Buenos Aires. Muchos dudaron de que se tratase de un accidente automovilístico.

## Libro
- En 1998 los periodistas Andrés Vergmann y Guillermo Torremare editaron un libro titulado Nair Mostafá, Verdad y Justicia: Crónicas de un desencuentro, donde relatan los diferentes acontecimientos y vueltas que dio este caso para concluir sin ningún respuesta.